# Контролер бездротової мережі
Контролер бездротової мережі (англ. Wireless LAN controller, WLC) — спеціалізований компонент комп'ютерної мережі, що призначений для моніторингу, керування та забезпечення точок бездротового доступу в централізовано керованих бездротових мережах.

## Загальні відомості
Застосування контролерів дозволяє суттєво скоротити час, що витрачається системними адміністраторами великих бездротових мереж на налаштування, моніторинг та усунення несправностей.
Без використання таких контролерів кожну з точок доступу в бездротовій мережі доводиться налаштовувати, контролювати й обслуговувати окремо.
Контролер бездротової мережі централізує інфраструктуру бездротової мережі, керує налаштуваннями бездротових точок доступу, може автоматично розподіляти їх канали, смуги пропускання тощо.
Для групового керування точками бездротового доступу контролери зазвичай використовують протоколи LWAPP та CAPWAP.
Контролери бездротової мережі можуть бути:
- виокремленим спеціалізованим мережевим пристроєм;
- вбудованими в їнший мережевий пристрій (точку бездротового доступу, комутатор, маршрутизатор);
- програмним забезпеченням, що встановлюється або на локальному сервері, або в приватній чи публічній «хмарі».

## Переваги контролерів бездротової мережі
- Вони спрощують операції з налаштовуваня, контролю й обслуговування бездротових мереж.
- Вони забезпечують спрощене масове розгортання нових точок доступу в бездротових мережах.
- Вони забезпечують централізовану автентифікацію на найвищому рівні для керування точками бездротового доступу.
- Вони підвищують безпеку бездротових мереж шляхом виявлення нелегітимних (шахрайських) точок доступу в бездротових мережах.